# 布林迪斯山
46°58′08″N 12°19′51″E / 46.969022°N 12.330923°E

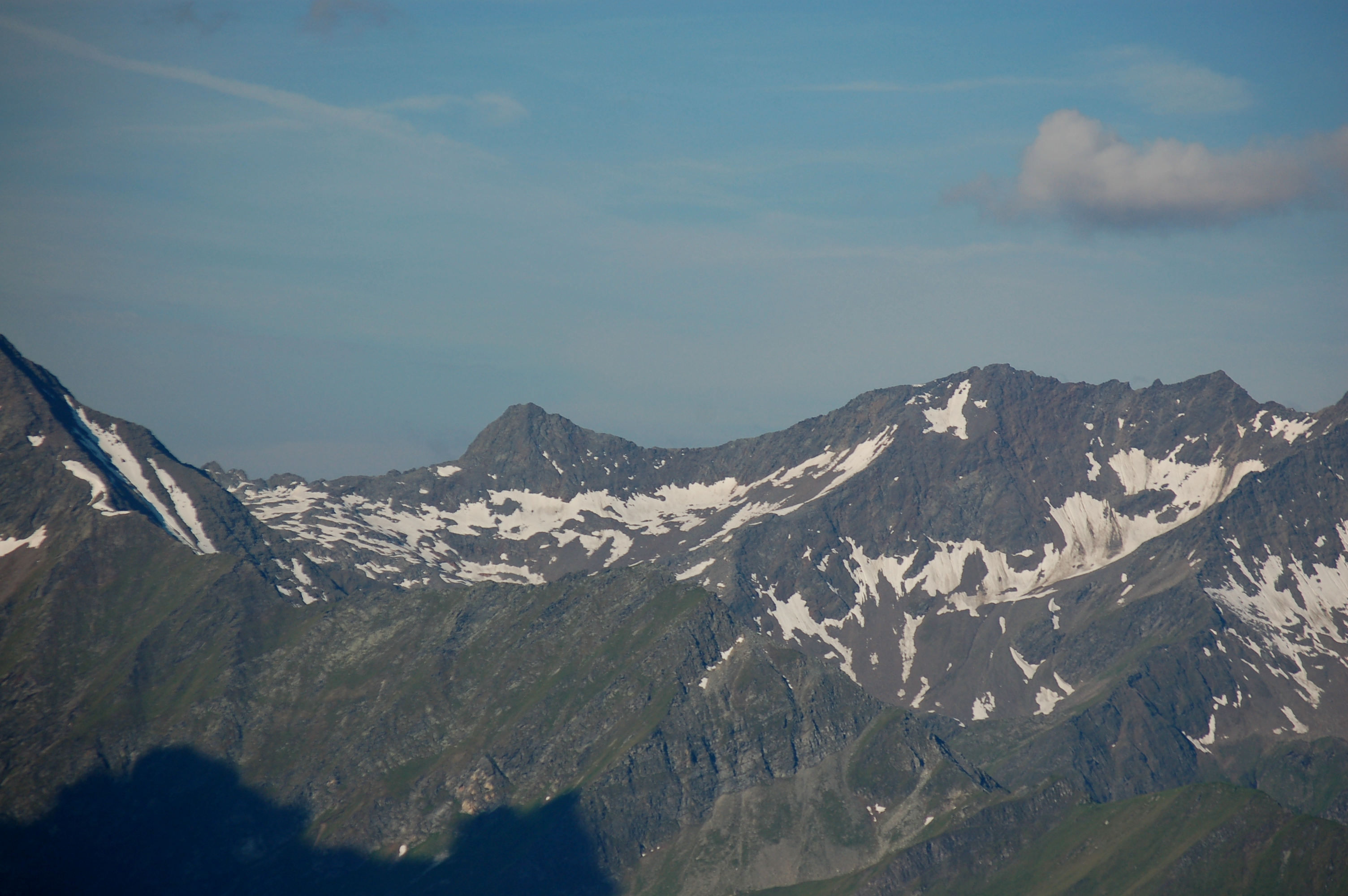

布林迪斯山（德語：Blindis），是奧地利的山峰，位於該國西部，由蒂羅爾州負責管轄，屬於維內迪傑山脈的一部分，海拔高度3,020米，每年平均降雨量1,874毫米，人類在1894年首次登頂。